# Multiple-winner badge
Il multiple-winner badge (in italiano: distintivo dei plurivincitori) è un distintivo istituito nella stagione 2000-01 dall'UEFA, l'organismo di governo del calcio in Europa.
Esso viene assegnato ai club che per tre volte consecutive oppure cinque volte complessive abbiano vinto la UEFA Champions League maschile o femminile e l'Europa League (sono prese in considerazione anche le edizioni dei tornei con le vecchie denominazioni di Coppa dei Campioni, UEFA Women's Cup e Coppa UEFA). Fino al 2008, alla concessione del multiple-winner badge era abbinata anche l'assegnazione dei trofei originali delle suddette manifestazioni.

## Storia

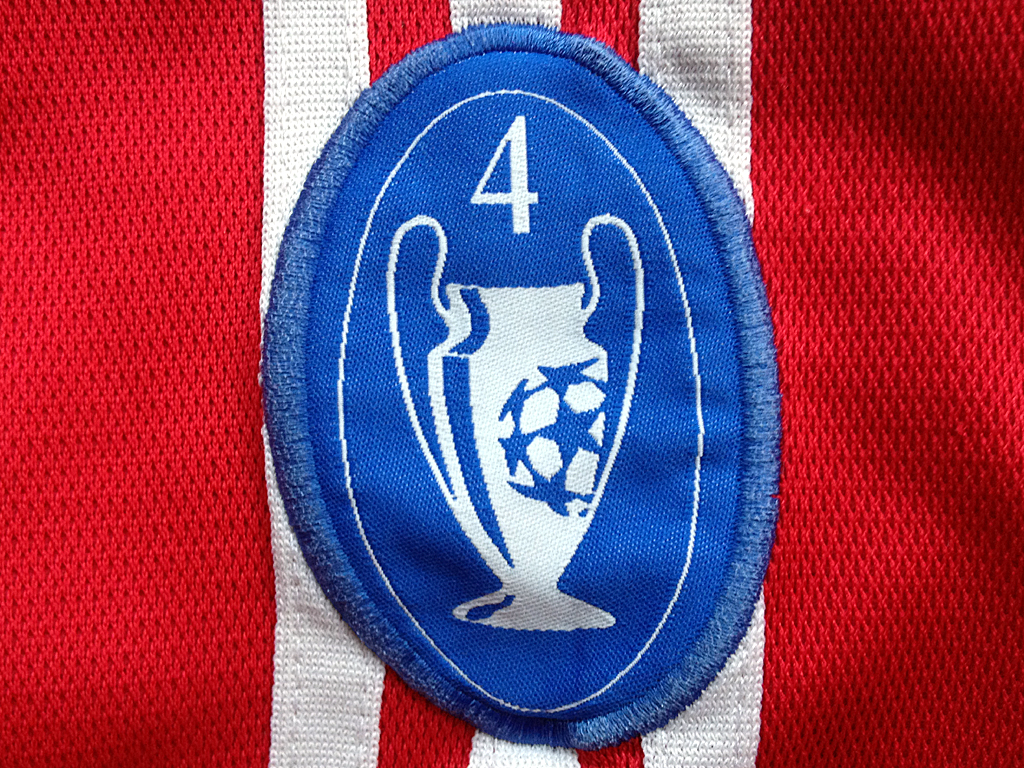
Prima versione del "distintivo dei plurivincitori" utilizzata nel 2002 dal

Tale stemma, prodotto in un numero limitato di esemplari e distribuito a ogni inizio di stagione dall'UEFA ai club partecipanti alla UEFA Champions League, alla UEFA Women's Champions League e alla UEFA Europa League che ne abbiano diritto, consiste in un bollo riproducente il trofeo della competizione con all'interno il numero di coppe vinte. Il badge viene applicato sulla manica sinistra della maglia ed è utilizzato durante gli incontri dei rispettivi tornei, sebbene alcune squadre lo esibiscano anche in altre manifestazioni quali la Supercoppa UEFA, nonché i propri campionati e coppe nazionali. Nonostante ciò, il distintivo non può essere usato in una competizione confederale stagionale diversa da quella inerente al simbolo, né nella Coppa del mondo per club, trattandosi quest'ultima di un torneo FIFA.
Nella stagione 2000-01 solo quattro società in Champions League avevano acquisito il privilegio di mantenere in via permanente la versione originale della coppa, e quindi la possibilità di esibire il multiple-winner badge: il Real Madrid (che, a differenza delle altre squadre, ottenne il trofeo originario della Coppa dei Campioni, sostituito nel 1967 dall'attuale modello "dalle grandi orecchie", su richiesta di Gabriel Hanot all'UEFA dopo la sua sesta vittoria nella competizione), l'Ajax (vincitore di tre edizioni consecutive tra il 1970-71 e il 1972-73), il Bayern Monaco (vincitore di tre edizioni consecutive tra il 1973-74 e il 1975-76) e il Milan (che conquistò la sua quinta Coppa dei Campioni/Champions league nel 1993-94). A esse si aggiunse nel 2005 il Liverpool (che vinse in quell'anno il suo quinto titolo europeo). Le altre squadre vincitrici del torneo potevano, invece, mantenere nella propria sala dei trofei soltanto una o più riproduzioni della coppa in scala massima dell'80% rispetto alle dimensioni del vero trofeo. 
Con una modifica regolamentare attuata nel 2009, tuttavia, la UEFA ha stabilito che le coppe originali di tutte le competizioni europee per club vigenti non verranno più assegnate in via definitiva alle società, ma rimarranno di proprietà della confederazione. La concessione del multiple-winner badge alle squadre che ne soddisfino i requisiti è stata, però, mantenuta.    Dallo stesso anno, alle società vincitrici dei tornei UEFA viene inoltre consegnata una riproduzione delle relative coppe delle stesse dimensioni delle originali. Nel 2015 si aggiunse il Barcellona alle squadre sopra citate, dopo aver vinto il quinto titolo europeo. Nella UEFA Europa League 2015-2016 il Siviglia, con la quinta vittoria (nonché terza consecutiva) in Europa League, è divenuto il primo club a guadagnare il badge relativo a quest'altra competizione. Nella Champions League femminile la prima squadra ad aver diritto a esporre il distintivo sulle maglie è l'Olympique Lione, grazie alla conquista del quinto trofeo (nonché terzo consecutivo) nella stagione 2017-18.

## Squadre detentrici
Di seguito sono elencati i club possessori del multiple-winner badge, con l'indicazione della stagione di attribuzione e dei titoli vinti che hanno concorso all'acquisizione del distintivo (segnalati in grassetto).

### UEFA Champions League

#### 2000-01
- Real Madrid (1955-1956, 1956-1957, 1957-1958, 1958-1959, 1959-1960, 1965-1966, 1997-1998, 1999-2000, 2001-2002, 2013-2014, 2015-2016, 2016-2017, 2017-2018, 2021-2022, 2023-2024)[4]
- Ajax (1970-1971, 1971-1972, 1972-1973, 1994-1995)
- Bayern Monaco (1973-1974, 1974-1975, 1975-1976, 2000-2001, 2012-2013, 2019-2020)
- Milan (1962-1963, 1968-1969, 1988-1989, 1989-1990, 1993-1994, 2002-2003, 2006-2007)

#### 2005-06
- Liverpool (1976-1977, 1977-1978, 1980-1981, 1983-1984, 2004-2005, 2018-2019)

#### 2015-16
- Barcellona (1991-1992, 2005-2006, 2008-2009, 2010-2011, 2014-2015)

### UEFA Europa League

#### 2016-17
- Siviglia (2005-2006, 2006-2007, 2013-2014, 2014-2015, 2015-2016, 2019-2020, 2022-2023)

### UEFA Women's Champions League

#### 2018-19
- Olympique Lione (2010-2011, 2011-2012, 2015-2016, 2016-2017, 2017-2018, 2018-2019, 2019-2020, 2021-2022)